# Cosmia grisea
Cosmia grisea är en fjärilsart som beskrevs av Tutt 1892. Cosmia grisea ingår i släktet Cosmia och familjen nattflyn. Inga underarter finns listade i Catalogue of Life.